# スーザン・J・ネイピア
スーザン・J・ネイピア（Susan Jolliffe Napier、1955年10月11日 - ）は、アメリカ合衆国の日本文学・文化研究者。とくに現代日本のアニメ研究で知られる。第27回日本児童文学学会特別賞受賞。

## 人物・来歴
ハーヴァード大学の歴史学教授レジナルド・フェルプスの娘で、同大学のあるケンブリッジで育ち、同大学で学士・修士の後、1984年、三島由紀夫と大江健三郎研究で博士号取得。1984年、テキサス大学助教授・1985年、プリンストン大学助教授、テキサス大学教授を経て、現在、タフツ大学教授。
博士号執筆にあたっては来日して大江に取材し、新潮社のPR誌『波』1982年7月号で大江と対談もしている。

## 著書
- Escape from the Wasteland: Romanticism and Realism in the Fiction of Mishima Yukio and Oe Kenzaburo（Harvard University Press, 1991）
- The Fantastic in Modern Japanese Literature: the Subversion of Modernity（Routledge, 1996）
- Anime from Akira to Princess Mononoke: Experiencing Contemporary Japanese Animation（Palgrave, 2001）
  - Anime from Akira to Howl's Moving Castle: Experiencing Contemporary Japanese Animation, Updated ed.（Palgrave Macmillan, 2005）
- Miyazakiworld: A Life in Art. Yale University Press, 2018

日本語訳
- 『現代日本のアニメ―『AKIRA』から『千と千尋の神隠し』まで』（神山京子訳、中央公論新社［中公叢書］、2002年11月）
- 『ミヤザキワールド―宮崎駿の闇と光』（仲達志訳、早川書房、2019年11月）